# Olivier Martinez
Olivier Martinez (født 12. januar 1966 i Paris) er en fransk skuespiller, der er mest kendt for filmen Before Night Falls fra 2000.

## Udvalgt filmografi
- 1993: Un, deux, trois, Soleil – Petit Paul
- 1995: Husaren på taget – Oberst Angelo Pardi
- 1997: La femme de chambre du Titanic – Horty
- 2000: Before Night Falls – Lázaro Gómez Carriles
- 2002: Unfaithful – Paul Martel
- 2003: S.W.A.T. – Alexander Montel
- 2004: Taking Lives – Paquette
- 2012: Dark Tide – Jeff Mathieson

## Privatliv
Han var tidligere sammen med den amerikanske skuespillerinde Mira Sorvino og den australske sangerinde Kylie Minogue.[kilde mangler] I 2013 blev han været gift med den amerikanske skuespillerinde Halle Berry. Sammen har de en søn, der blev født i 2013. Parret blev skilt i 2016.